# 富澤雄基
富澤 雄基（とみざわ ゆうき、10月22日 - ）は、日本の男性声優。元RME所属のフリー。

## 出演作品

### テレビアニメ
2016年
- 旅街レイトショー（名木[1]）

### ゲーム
- THE NEW GATE（ヴィルヘルム）
- Project Nimbus（モーガン）
- 99ドラゴンズ（ゾルト・ボーザ）
- ファンタジークロニクル（騎士）
- 古の女神と宝石の射手（聖騎士アトラス）

### ナレーション
- カラオケ館
- ナレッジホルダー
- テクトレージ
- リストファインダー
- オキャックマ
- クリアワークス
- ITプロパートナーズ